# Rhizopogon evadens
Rhizopogon evadens ist eine Pilzart aus der Familie der Wurzeltrüffelverwandten.

## Beschreibung
Der Pilz bildet rundliche bis unregelmäßig geformte Fruchtkörper mit einem Durchmesser von 2–5 Zentimetern und unregelmäßigen Ausstülpungen und Einsenkungen auf der Oberfläche.:197 Das Peridium (die äußere Gewebeschicht des Fruchtkörpers) ist weißlich mit hellgelben bis braunen Flecken und wird beim Quetschen rot. Der Pilz hat einen unangenehmen Geruch und einen als metallisch beschriebenen Geschmack. Die Gleba ist zunächst weiß, wird aber mit zunehmender Reife oliv bis oliv-braun und von der Konsistenz her gelatinös. Die weichen Sporen von R. evadens sind schmal elliptisch geformt und messen 6–8 × 2–2,3 µm.:72

## Ökologie
Die Art bildet Ektomykorrhizen mit verschiedenen Nadelbäumen. Typische Vertreter derer sind Kiefern, Douglasien und Hemlocktannen.

## Taxonomie
Nach einem Fund in Nordamerika wurde die Art vom US-amerikanischen Mykologen Alexander H. Smith 1966 erstmals beschrieben.:151